# Украинская линия
Украинская линия — военно-инженерная система непрерывных земляных оборонительных укреплений, копирующих рельеф местности, предназначенная для защиты степной зоны юга России от набегов крымских татар в XVIII веке и перехода от пассивной к активной оборонительной тактике.
Является продолжением и развитием российских оборонительных сооружений для защиты от набегов крымских татар.

## История

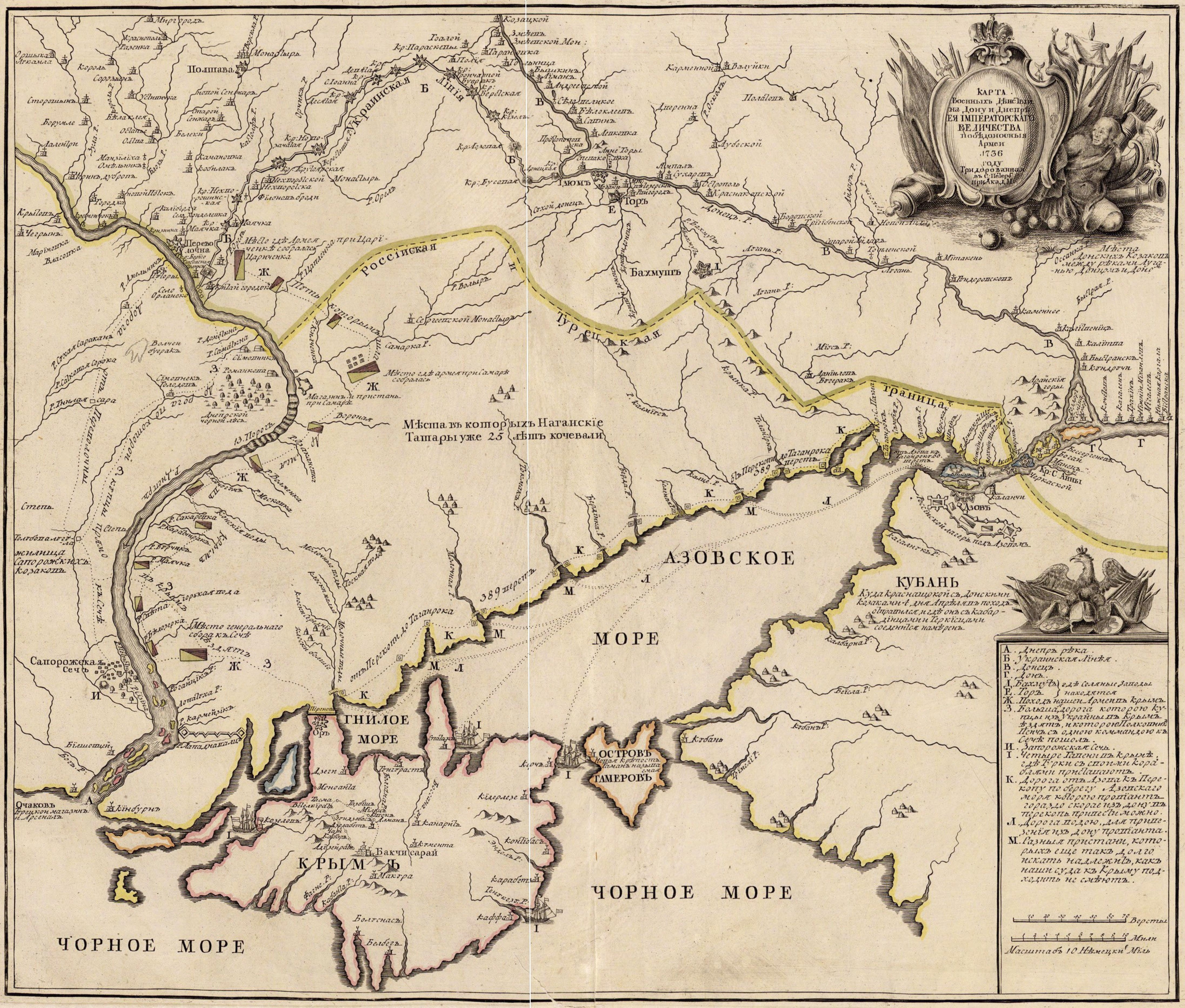
Украинская линия на карте театра военных действий в Русско-турецкой войне в 1736 году

Первые планы по строительству этой оборонительной линии разработал генерал Григорий Косагов и в 1682 года предложил гетману Левобережной Украины И. С. Самойловичу чертёж вала, который должен был простираться от Водолажского ровка до устья р. Берестовеньки, затем по р. Берестовой до р. Орели, а по Орели до городка Нехворощи. Проект был отклонён.
Официальным документом, положившим начало строительству Украинской линии, является указ Военной Коллегии от 25 мая 1730 года, согласно которому генерал-майору от фортификации Петру де Бриньи, графу фон Вейсбаху и генерал-майору Алексею Тараканову предписывалось осмотреть места между реками Орелью и Северским Донцом с целью построить там впоследствии 16 крепостей по линии, которая должна была иметь протяжённость 268 вёрст и состоять из цепного реданного вала с 142 редутами. Пространство между крепостями должно было быть занято самой линией, на которой располагались реданы и редуты, представляющие собой в окружности по гребню вала порядка 80-100 м с диаметром 25-30 шагов. Расстояние между редутами около 2 км. За счет излома линии общая протяженность укрепсооружений составляла более чем 400 км.
К концу 1730 года А. Дебриньи представил в Сенат план Украинской линии. Автором проекта является граф фон Вейсбах. Общее руководство строительными работами было поручено Военной Коллегии в лице графа Миниха, возглавлявшего Фортификационное управление, а конкретный выбор места и отвод земель — Манштейну. Украинскую линию планировалось построить в 100—150 км южнее Белгородской черты, чтобы перекрыть пространство между реками Днепром и Донцом. В январе 1731 года правительствующий сенат внёс в ранее намеченные планы коррективы, приказав вместо той линии, которая проектировалась от вершины р. Берестовой к Змиевскому монастырю, провести, по совещанию с Вейсбахом, новую по р. Береке.
Временем активных работ на линии принято считать период с весны 1731 года до октября 1742 года, в особенности 1734 год, когда война с Турцией стала очевидной. Например, согласно «Летописи самовидца о войнах Богдана Хмельницкого» в 1732 году «для робления начатой линеи посылано Козаков 20000, а мужиков 10000, з комендиром Галаганом, полковником Прилуцким, над Орел». С весны 1731 года и до 20 октября было построено 10 крепостей, 24 редута с 408 реданами, общей протяженностью 120 вёрст, считая по прямому направлению: Донецкая, при устье речки Сухой-Беречки, Бузовая, при Бузовом плесе, Кисель, при речке Кисель, Лузовая, при речке Лузовой, Берецкая, при верховье речки Береки, Троецкая, при Тройчатых буераках, Св. Праскевии, Св. Иоанна, Девятая, между крепостцами св. Праскевии и св. Иоанна, Десятая при Пархомовых Буераках. В 1732 году Военной Коллегией принимается решение довести до завершения все начатые ранее работы и наметить места под строительство ещё 6 крепостей: Новая (Дриецкая), при устье р. Берестовой; Крутояцкая, на р. Орели; Нехворошская, при р. Орели; Маячковская, близ местечка Маячка; Пятая, близ Цариченки; Шестая, при устье р. Очепа.
Возведение линии осуществлялось нарядом жителей из соседних губерний, малороссийских казаков и личного состава ландмилицких полков. В общем плане в 1731 году для этого было мобилизовано 15 тысяч рабочих из Киевской, Воронежской и Белгородской губерний. Из числа казаков необходимо было отправить 5 слободских полков в количестве 2000 работников: из Харьковского — 340, Ахтырского — 520, Сумского — 457, Острогожского — 400, Изюмского — 283. В начале 1731 года работало 7000 человек, к которым 24 июня гетман предписал послать на линию ещё 5000 человек.
В связи со срывом плана строительства генерал Миних в 1735—1736 годах создал специальную комиссию для оценки полноты и качества строительных работ. Выводы комиссии оказались неутешительными — фортификационные сооружения, а, следовательно, и вся линия не соответствовали требованиям инженерного искусства. Для этого в 1736 году генерал-лейтенанту Урусову было приказано произвести ремонт укрепсооружений линии перед началом боевых действий с Турцией.
В 1742 году линия уже имела полностью завершёнными 18 крепостей, связанных 140 редутами, составлявшими практически единую систему укрепленных сооружений по южной границе России, и принадлежала второму округу (Департаменту) крепостей России. Начальником округа назначен генерал-лейтенант Корнило Бороздин, а его помощниками генерал-майоры Баннер и Мартынов.
К 1743 года стало ясно, что содержание и ремонт укрепсооружений Украинской линии стоили дороже, чем строительство новой линии. К тому же русское правительство создало укреплённый Причерноморский плацдарм, размещенный вблизи Крыма с целью выхода к Чёрному морю.
В 1743 года генерал-лейтенант Дебриньи по предписанию Военной Коллегии подготовил проект новой линии от устья Самары до Лугани, впадающей в Северский Донец, обеспечивающий безопасность большей части поселений, образовавшихся впереди Украинской линии.
Временем окончательного упадка значимости Украинской линии можно считать 1769 год, когда после взятия Азова и Таганрога на Юге были организованы из поселенцев Воронежской и Белгородской губерний особые казачьи полки, а в следующем году устроена для отделения Новороссийской губернии от татарских владений новая Днепровская оборонительная линия.

## Крепости
В состав Украинской линии входило 16 новопостроенных крепостей. Одно время их было 17, из-за того что одна крепость была перенесена на новое место. После постройки новой крепости, старая была оставлена.
1. Петровская крепость (Донецкая, при устье р. Сухая Беречка). Возле Петровского (Балаклеевский район).
2. Тамбовская крепость (Базовая, Бузовая, при Бузовом плесе). Возле Марьевки (Барвенковский район).
3. Слободская крепость (Лозовая, Лузовая, при р. Лузовой). Возле Лозовского (Первомайский район).
4. Михайловская крепость (Кисель, Киселёвская, при р. Кисель). Возле Михайловки (Первомайский район).
5. Алексеевская крепость (Берецкая, в верховье р. Берека). Возле Алексеевки (Первомайский район).
6. Ефремовская крепость (Троицкая, Тройчатый буерак, при Тройчатых буераках). Возле Ефремовки (Первомайский район).
7. Прасковейская крепость (при Есеневых буераках). Возле Парасковии (Нововодолажский район).
8. Орловская крепость (Девятая). Возле Дьячковки (Нововодолажский район).
9. Ивановская крепость. Возле Ивановского (Красноградский район).
10. Белёвская крепость (Десятая, при Пархомовых буераках). Красноград.
11. Козловская крепость (Дриецкая, Новозачатая, Новая, при устье Берестовой). Возле Скалоновки (Зачепиловский район).
12. Фёдоровская крепость. Залинейное (Зачепиловский район).
13. Ряжская крепость (Крутоярская, при урочище Крутоярском). Рясское (Машевский район).
14. Васильевская крепость. Возле Нехворощи.
  - Городецкая крепость (Нехворощанская, при р. Орель). Возле Нехворощи. Крепость была оставлена после постройки новой.
15. Ливенская крепость (Маячка, Пятая, при м. Маячка). Маячка (Новосанжарский район).
16. Борисоглебская крепость (Шестая, при устье р. Очеп). Возле Молодёжного (Царичанский район).

Крепости представляли собой бастионные четырёхугольники, за исключением Борисоглебской и Ливенской, в которых было по 5 бастионов, хотя на военно-топографической карте Шуберта 1860-х годов Ливенская крепость изображена четырёхугольной.
Помимо новопостроенных крепостей, также были укреплены четыре слободы, основанные ещё до строительства Линии: Нехвороща, Маячка, Царичанка и Китай Город.

## Поселения

### Однодворческие слободы
На Украинской линии помимо самой Линии и крепостей строили также слободы для однодворцев и отставных ландмилиционеров и прикрепостные поселения возле каждой крепости (10 из которых превратились в населённые пункты, остальные были заброшены).
После постройки Линии территория оказалась под защитой, что благоприятно повлияло на заселение края, который начали заселять как однодворцы, так и переселенцы из малороссийских полков.
В 1734 году на Линии было 1229 домов, а в 1740 году существовало уже 22 однодворческих слободы с населением 6167 душ м.п.
- Петровское — Балаклейский район, Харьковская область
- Верёвкина (сейчас Завгороднее) — Балаклейский район, Харьковская область
- Протопоповка — Балаклейский район, Харьковская область
- Лозовенька — Балаклейский район, Харьковская область
- Меловая — Балаклейский район, Харьковская область
- Шебелинка — Балаклейский район, Харьковская область
- Михайловка — Первомайский район, Харьковская область
- Нижний Бишкин — Змиевский район, Харьковская область
- Верхний Бишкин — Первомайский район, Харьковская область
- Алексеевка — Первомайский район, Харьковская область
- Берека — Первомайский район, Харьковская область
- Ефремовка — Первомайский район, Харьковская область
- Охочее — Нововодолажский район, Харьковская область
- Ленивка (сейчас Николаевка) — Нововодолажский район, Харьковская область
- Парасковия (однодворческое население было переселено в 1750-60-х годах) — Нововодолажский район, Харьковская область
- Староверовка — Нововодолажский район, Харьковская область
- Берестовенька — Красноградский район, Харьковская область
- Песчанка — Красноградский район, Харьковская область
- Константиноград (сейчас Красноград) — Харьковская область
- Лебяжье — Зачепиловский район, Харьковская область
- Залинейное — Зачепиловский район, Харьковская область
- Орчик — Зачепиловский район, Харьковская область
- Ряжское (слобода при кр. Ряжской (при р. Орели), сейчас Рясское, однодворческое население было переселено в 1780-х годах) — Машевский район, Полтавская область
- Васильковка (слилась с Нехворощей или была переселена) — Новосанжарский район, Полтавская область
- Ливенское (однодворческое население было переведено в Тамбовский полк в слободу при Петровской крепости в 1746 году) — Новосанжарский район, Полтавская область
- Слобода при кр. Борисоглебской (однодворческое население было переведено в Козловский полк в слободу при речке Орчик в 1746 году, на данный момент поселение не существует) — Царичанский район, Днепропетровская область

Согласно карте 1736 года и Экстракта про землю Украинской линии 1765 года:
- На территории Тамбовского полка находилось с. Великое.
- На территории Слободского полка находились сёла Змиевского монастыря: Бишкин, Гомольша и Тарановка.
- На территории Ефремовского полка: местечко Водолаги, сёла Малые Водолаги и Гуляй Поле.
- На территории Орловского и Белёвского полков поселений не было.
- На территории Козловского полка находились сёла Фёдоровка и Карловка.
- Дальше по р. Орель были размещены местечки: Нехвороща, Маячка, Царичанка, Китай Город и Орлик.

Все эти населённые пункты были основаны ещё в 17 веке. Из них в состав Украинской линии вошли только местечки по р. Орель: Нехвороща, Маячка, Царичанка и Китай Город, которые были укреплены во время её постройки.

### Хутора
Хутора, которые были основаны из однодворческих слобод Украинской линии в 1760-90-х годах:
- Гусаровка
- Шевелевка
- Асеевка
- Волобуевка
- Глазуновка
- Хутор Шопин
- Хутор Росляков
- Хутор Ченцов
- Хутор Староверовский, однодворческий
- Малавуев хутор
- Хутор слободы Берестовеньки однодворческий
- Хутор Белёвский Попов
- Решетиловка

### Другие места
Разные места относившиеся к Линии или находившиеся рядом: монастыри, казачьи лагеря и т. п.
- Бахтинский сторожевой городок. Отмечен на карте границ России, Польши и Крыма 1724—1729 года. Также он упоминается у Багалея в Материалах для истории колонизации и быта Харьковской и Курской губерний (1886 год), с. 317.
- Дом Князя Кантемира (у Алексеевской крепости) и Казённый сад (Белёвская крепость) упоминается в записках Гильденштедта.
- Казачьи лагеря отмечены на карте части Екатерининской провинции 1770 года.
- Нехворощанский монастырь